# Жонглювання

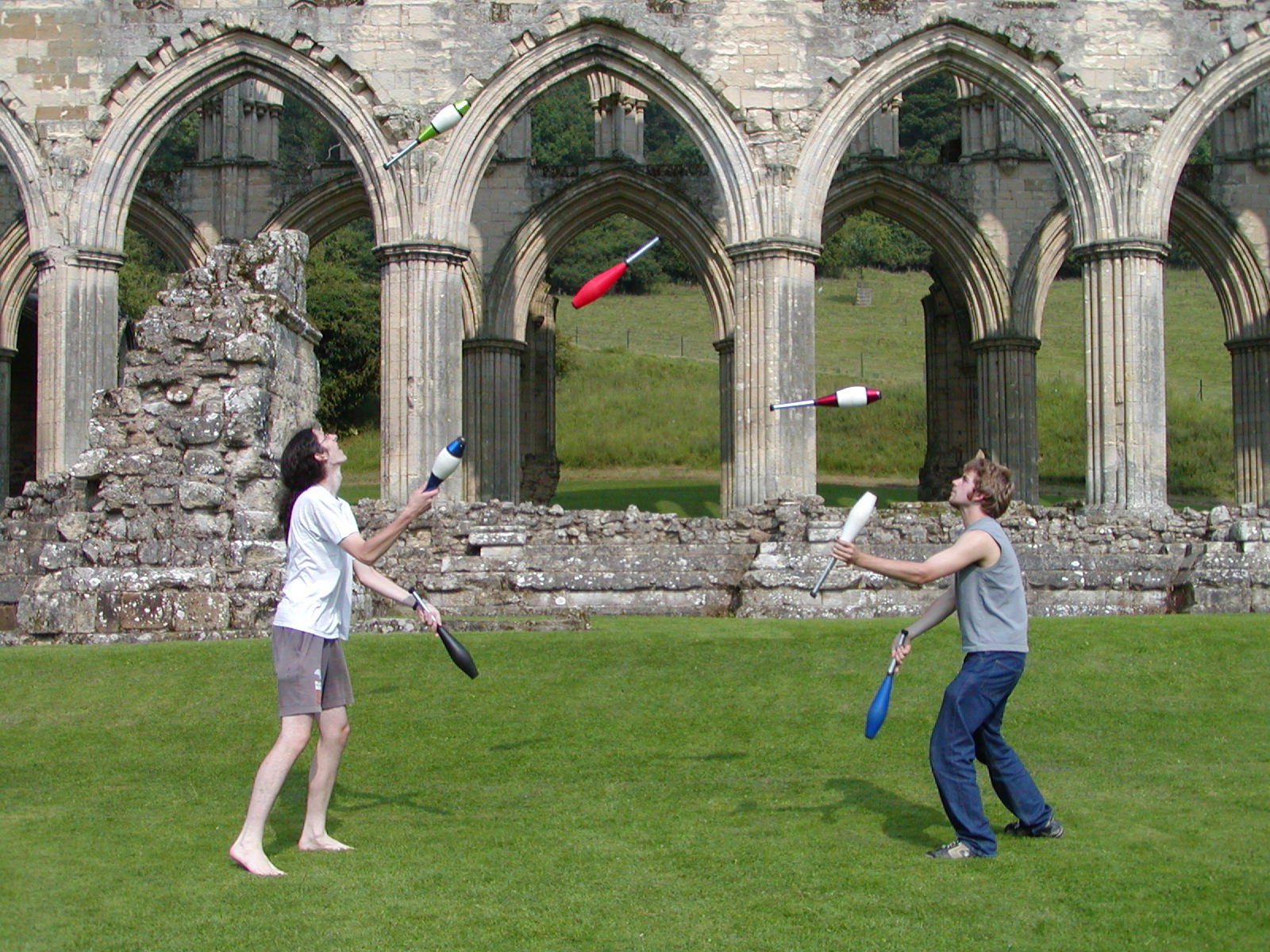
Два жонглери жонглюють 7 булавами

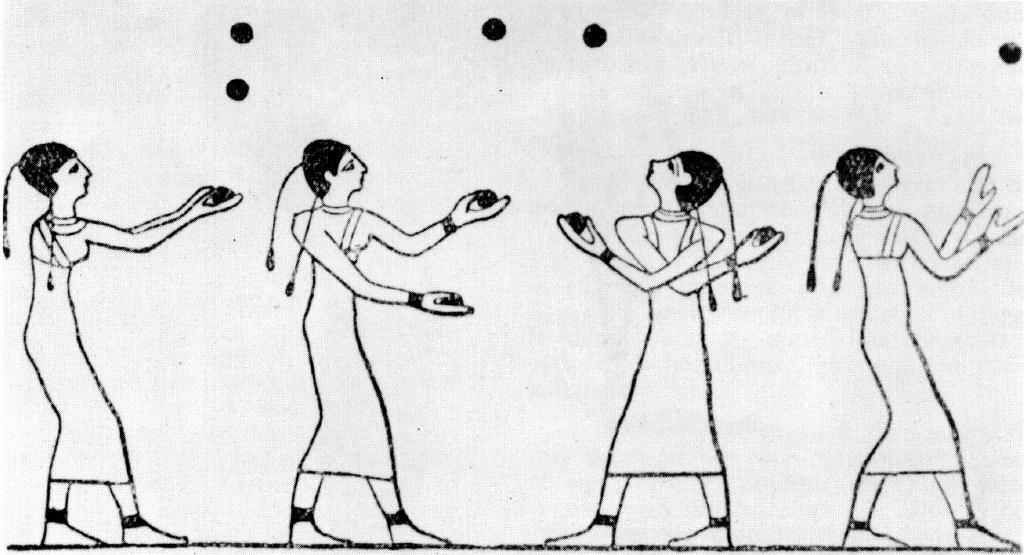
Давньоєгипетське настінне малювання «жонглерів»

Жонглюва́ння (від жонгле́р фр. jongleur, від лат. joculator «жартівник») — цирковий жанр, що ґрунтується на вмінні у певному ритмі підкидати й ловити різні предмети (це вміння, власне сам процес, діяльність підкидання й спритного підхоплення різноманітних предметів також називають жонглюванням).
У розмовній практиці слово «жонглювання» може означати вправне володіння інформацією (фактами, цифрами тощо), щоправда, має дещо негативне значення, зазвичай, означаючи «пересмикування» фактів, відомостей, тобто зіставлення даних різних порядків або навмисне підтасування фактів.

## Жонглювання як вид діяльності

Схематично зображене жонглювання 4 кульками

Жонглювати можна будь-якими предметами, але найкраще підходять для цього кулі або бруски. У жонглюванні може брати участь як одна особа, так і декілька осіб-жонглерів.
Жонглювати люди розпочали дуже давно. Найдавнішим документальним свідченням цього вважається давньоєгипетське настінне малювання, датоване 1994—1781 рр. до н.е.. Китайські воїни, про що згадується в працях 770—476 рр. до н.е., перед початком битви, задля застрашення ворогів показували їм свою майстерність у жонглюванні зброєю — подеколи так демонстративно, що двобій на цьому іноді й припинявся. Так, легендарний воїн Лан Цзи з провінції Сонг вмів підкидати та вчасно підхоплювати сім мечів одночасно.
В Європі жонглювання вважалось прийнятним заняттям аж під завісу Римської імперії. У добу ж Середньовіччя жонглювання суворо заборонялося і навіть каралося, адже, як і решта видів публічних розваг вважалось аморальним, до того ж у здатності спритно підхоплювати предмети, що ширяли у повітрі, вбачалось чаклунство.
З легалізацією цирку як роду діяльності жонглювання перестає бути непристойною справою.
Наприкінці XX ст. жонглювання як засіб для зняття стресу або просто підняття настрою пропонує ряд модних психологів. До цього методу (а також як хобі) вдаються деякі люди, що породжує своєрідний рух зі створенням відповідних клубів жонглерів, що час від часу організовують змагання.

## Жонглювання— цирковий жанр

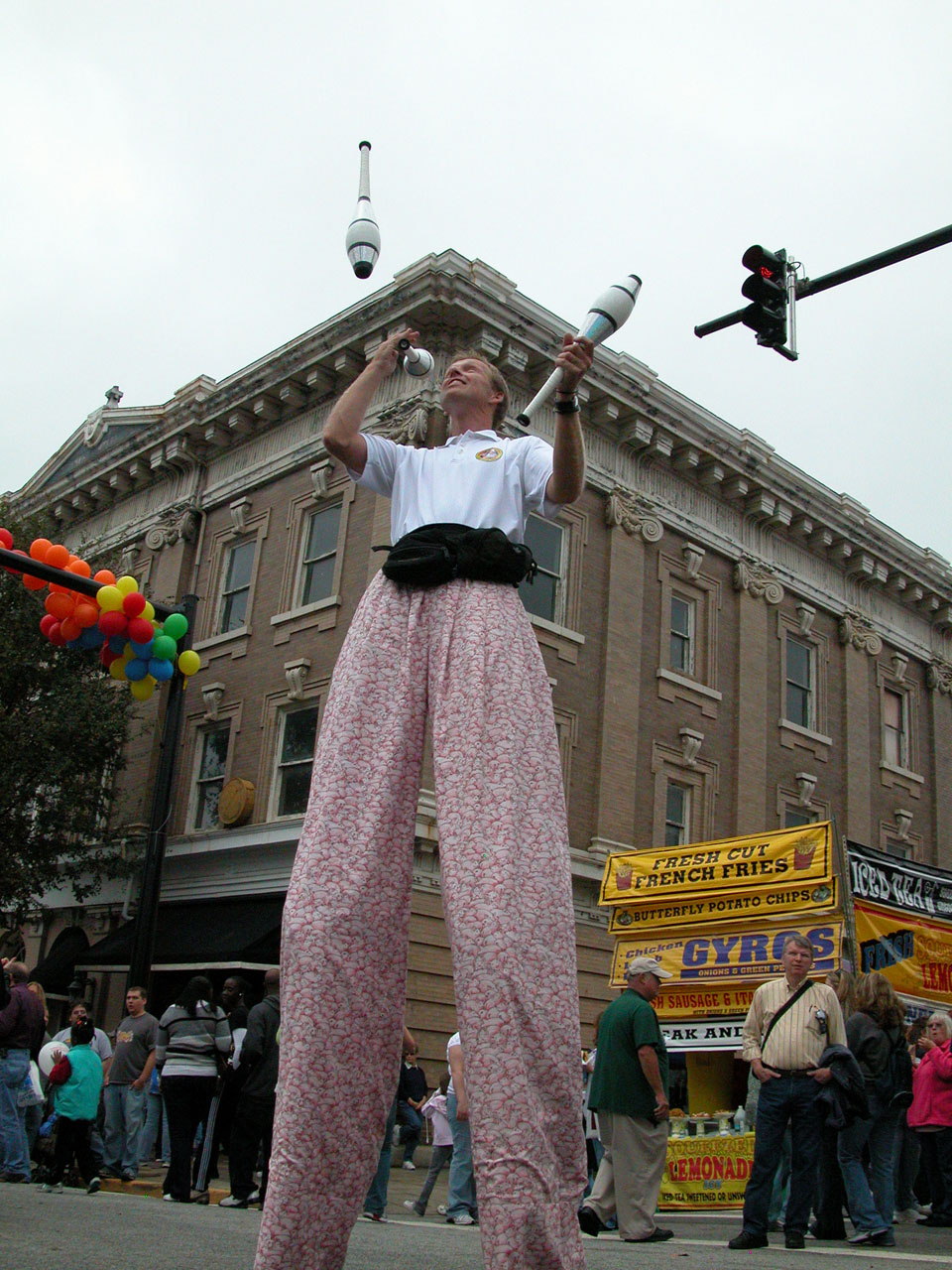
Жонглер на дибах на «Лексінґтонському Фестивалі барбекю», Північна Кароліна, США, 2008

Жонглювання — один з найдавніших видів циркового мистецтва.
Попри суворі заборони усілякого роду вистав і розваг за Середньовіччя жонглювання було широко поширено у вуличному театрі та цирку. Майстри жонглювання були звичними на різноманітних народних гуляннях і святах.
З організацією Філіппом Аслі першого в історії стаціонарного цирку в 1768 році у Франції, жонглери отримали визнання і офіційну роботу, а їхня майстерність більше не сприймалась як дещо непристойне.
З середини XIX ст. жонглери є популярними в невеликих театрах і вар'єте для заповнення пауз під час перерв між діями або на час заміни декорацій.
В сучасному цирку жонглювання часто пов'язане з іншими цирковими жанрами — акробатикою, еквілібристикою, дресування, клоунадою.